# Live Seeds
Albums de 
Nick Cave and the Bad Seeds
Henry's Dream
(1992) Let Love In
(1994)
Live Seeds est le premier album live officiel de Nick Cave and the Bad Seeds, paru en 1993. Il contient un titre inédit, Plain Gold Ring, reprise d'une chanson de Nina Simone. Cet album a été enregistré lors de différents concerts donnés en Europe et en Australie à l'occasion de la tournée qui suivit la sortie de Henry's Dream (1992-1993). L'intention clairement exprimée par Nick Cave pour cet album était de donner aux morceaux un aspect brut : c'est déjà ce qu'il souhaitait pour Henry's Dream, mais qui ne s'est pas concrétisé en raison des problèmes liés à la production de cet album.
Les titres Oh Happy Day par Edwin Hawkins (qui a influencé Nick Cave pour Deanna), Tupelo de John Lee Hooker (qui a influencé Nick Cave pour Tupelo) et Plain Gold Ring de Nina Simone figurent tous trois sur la compilation Original Seeds Vol. 1 et 2, parue ultérieurement.

## Tracklisting
1. The Mercy Seat (4:43)
2. Deanna (4:42)
3. The Ship Song (4:18)
4. Papa Won't Leave You Henry (6:28)
5. Plain Gold Ring (5:03)
6. John Finn's Wife (5:43)
7. Tupelo (6:05)
8. Brother My Cup Is Empty (3:13)
9. The Weeping Song (3:59)
10. Jack the Ripper (3:49)
11. The Good Son (4:27)
12. From Her to Eternity (4:53)
13. New Morning (3:22)

## Musiciens
- Nick Cave
- Blixa Bargeld
- Mick Harvey
- Conway Savage
- Thomas Wydler
- Martyn P. Casey